# Kloster Peschtera

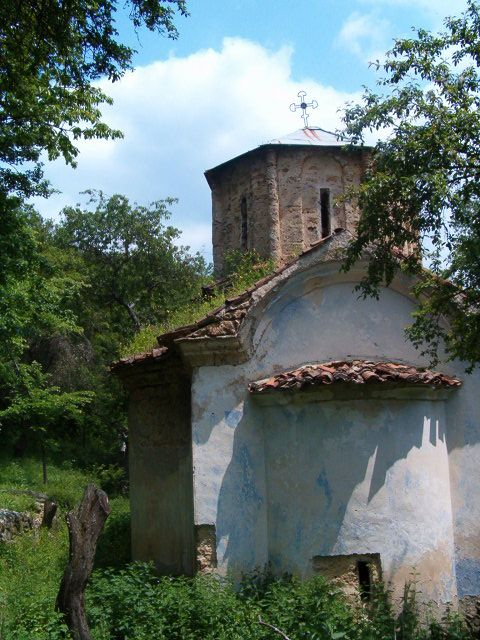
Die Klosterkirche Heiliger Nikolaus von Myra

Das Kloster Peschtera ist dem Heiligen Nikolaus von Myra gewidmet (bulgarisch Пещерски манастир „Свети Николай Мирликийски“/Peschterski manastir „Sweti Nikolaj Mirlikijski“) und befindet sich rund 70 km südwestlich von der bulgarischen Hauptstadt Sofia rund 1,5 km östlich des Dorfes Peschtera in der Gemeinde Zemen. 
Das Kloster in der Gegend Orechowez im Gebiet Mraka, weswegen es noch als Orjachowo-Kloster (Оряховски манастир/Orjachowski manastir) oder Mratschki-Kloster (Мрачки манастир/Mratschki manastir) bekannt ist.
Das Kloster wurde zum ersten Mal in der Mraka-Urkunde (1348) erwähnt, die im Auftrag des bulgarischen Zaren Iwan Alexander gefertigt wurde.